# Jüdische Gemeinde Jugenheim
Die jüdische Gemeinde Jugenheim im rheinland-pfälzischen Landkreis Mainz-Bingen bestand vom 17. Jahrhundert bis zum Ende der 1920er Jahre und gehörte zum Rabbinat Bingen.

## Geschichte
Vermutlich lebten bereits im 16. Jahrhundert Juden in Jugenheim. Erstmals urkundlich erwähnt werden Juden in einer Urkunde vom 15. August 1614. Darin wird beurkundet, dass Jakob Herb dem Juden Abraham, Sohn des Juden Joseph aus Jugenheim, 24 Fuder Wein abgekauft habe. Auch im 17. und 18. Jahrhundert werden immer wieder jüdische Einwohner urkundlich erwähnt. Im 18. Jahrhundert gehörte die jüdische Gemeinde zum Fürstentum Nassau-Saarbrücken, an welches die jüdischen Einwohner als Schutzjuden Schutzgeld und Steuern abführten. Ihren Unterhalt bestritten die jüdischen Familien im Lebensmittelhandel und dort überwiegend im Weinhandel. Von den 37 Weinhändlern, die im 19. Jahrhundert zeitweise in Jugenheim aktiv waren, stammten 16 aus jüdischen Familien. Ab dem 19. Jahrhundert stieg die Zahl der jüdischen Einwohner an und erreichte 1861 ihren höchsten Stand. In der Folge der Berliner Antisemitenpetition kam es 1881 in Jugenheim und den Nachbargemeinden Partenheim, Stadecken und Nieder-Olm zu antisemitischen Ausschreitungen, bei denen Scheiben und Dächer von Wohn- und Geschäftshäusern von Mitgliedern der jüdischen Gemeinschaft durch Steinwürfe schwer beschädigt wurden. Zudem wurden in jüdischem Besitz befindliche Weinberge  teilweise verwüstet. Ab diesem Zeitpunkt ging die Zahl der jüdischen Einwohner immer mehr zurück. Bereits 1930 kam es wieder zu Übergriffen auf die jüdische Bevölkerung. Ab 1933, nach der Machtergreifung Adolf Hitlers, wurden die jüdischen Einwohner immer mehr entrechtet. Zudem kam es immer wieder zu antijüdischen Aktionen. Dies hatte zur Folge, dass weitere Mitglieder der jüdischen Gemeinschaft Jugenheim verließen. Nach den Ausschreitungen bei den Novemberpogromen 1938 wurden die letzten verbliebenen jüdischen Einwohner gezwungen in Judenhäuser nach Mainz umzusiedeln.

## Entwicklung der Einwohnerzahl
| Jahr | Juden | Jüdische Familien | Bemerkung                             |
| ---- | ----- | ----------------- | ------------------------------------- |
| 1614 | 2     |                   |                                       |
| 1808 |       | 5                 |                                       |
| 1824 | 49    |                   |                                       |
| 1830 | 57    |                   |                                       |
| 1861 | 67    |                   | 6 Prozent der Einwohner von Jugenheim |
| 1880 | 44    |                   |                                       |
| 1900 | 29    |                   |                                       |
| 1905 | 34    |                   |                                       |
| 1931 | 29    |                   |                                       |
| 1933 | 18    |                   |                                       |

Quelle: alemannia-judaica.de, jüdische-gemeinden.de, „… und dies ist die Pforte des Himmels“

## Einrichtungen

### Synagoge
Die Synagoge in  wurde um 1846 eingerichtet. Sie befand sich in der Hintergasse 5. Bei den Novemberpogromen 1938 wurde die Synagoge bis auf die Grundmauern niedergebrannt.

### Schule
Die Gemeinde verfügte über eine eigene Religionsschule und zwischen 1850 und 1880 über eine eigene Elementarschule. Es war ein eigener Religionslehrer angestellt, der auch die Aufgaben des Vorbeters und Schochet innehatte.

### Friedhof
Die Toten der Gemeinde wurden auf dem im 18. Jahrhundert angelegten jüdischen Friedhof Jugenheim beigesetzt.

## Opfer des Holocaust
Das Gedenkbuch – Opfer der Verfolgung der Juden unter der nationalsozialistischen Gewaltherrschaft 1933–1945 und die Zentrale Datenbank der Namen der Holocaustopfer von Yad Vashem führen 24 Mitglieder der jüdischen Gemeinschaft Jugenheim (die dort geboren wurden oder zeitweise lebten) auf, die während der Zeit des Nationalsozialismus ermordet wurden.